# Stewart Stern
Stewart Henry Stern (New York, 22 marzo 1922 – Seattle, 2 febbraio 2015) è stato uno sceneggiatore e attore statunitense, principalmente noto per aver scritto Gioventù bruciata (1955).

## Biografia
Nipote del fondatore della Paramount Pictures Adolph Zukor, combatté nella seconda guerra mondiale.
Tra i suoi primi lavori vi è la sceneggiatura del film Gioventù bruciata (1955), che rese celebre il protagonista James Dean. Due anni dopo, nel 1957, scrisse soggetto e sceneggiatura di un documentario sulla vita dell'attore, intitolato La storia di James Dean.
Altri suoi lavori come sceneggiatore furono Missione in Oriente (1963) e La prima volta di Jennifer (1968). Fu anche attore in ruoli minori in Rita Hayworth: The Love Goddess (1983) e Ammazzavampiri (1988).

## Riconoscimenti
- Candidatura al Premio Oscar nel 1952 come miglior soggetto insieme ad Alfred Hayes per il film Teresa

- Candidatura al Premio Oscar nel 1969 come migliore sceneggiatura non originale per il film La prima volta di Jennifer

## Filmografia

### Sceneggiatore
- Gioventù bruciata (Rebel Without a Cause), regia di Nicholas Ray (1955)
- Supplizio (The Rack), regia di Arnold Laven (1956)
- Lampi nel sole (Thunder in the Sun), regia di Russell Rouse (1959)
- Il sesto eroe (The Outsider), regia di Delbert Mann (1961)
- Missione in Oriente (The Ugly American), regia di George Englund (1963)
- La prima volta di Jennifer (Rachel, Rachel), regia di Paul Newman (1968)
- Fuga da Hollywood (The Last Movie), regia di Dennis Hopper (1971)
- Summer Wishes, Winter Dreams, regia di Gilbert Cates (1973)

### Attore
- Rita Hayworth: The Love Goddess, regia di James Goldstone (1983)
- Ammazzavampiri (Fright Night), regia di Tom Holland (1985)